# Ethologie
Ethologie of gedragsbiologie is een onderdeel van de zoölogie waarin de studie van het gedrag van dieren centraal staat. Ook het behaviorisme, een stroming binnen de psychologie bestudeert gedrag van dieren – en mensen – maar daarbinnen ligt de nadruk op aangeleerd gedrag. Ethologie heeft raakvlakken met andere dierkundige vakken, zoals morfologie, anatomie, ecologie, fysiologie en endocrinologie.

## Ontstaan van de ethologie
Onderzoek aan gedrag van dieren is altijd een onderdeel geweest van de biologie. In de 19e eeuw werd het woord ethologie geïntroduceerd door de Franse zoöloog Isidore Geoffroy Saint-Hilaire. Het ethologisch onderzoek komt goed op gang rond 1950 met het onderzoek van de Duitser Karl von Frisch (onder andere aan de bijendans bij honingbijen), de Oostenrijker Konrad Lorenz (onder andere aan inprenting bij pasgeboren ganzen) en de Nederlander Niko Tinbergen (onder andere aan graafwespen). In 1973 kregen zij gezamenlijk de Nobelprijs voor hun werk.

## Beschrijving van gedrag
Gedrag is niet eenvoudig te omschrijven. In het klassieke boek 'Ethologie, de biologie van gedrag' wordt gedrag gedefinieerd als iedere waarneembare activiteit van een intact organisme (p.17).
Waarneming van gedrag moet volgens ethologen systematisch, zorgvuldig en objectief geschieden. Lange tijd was men huiverig voor subjectieve uitleg van het gedrag en antropomorfe termen (toeschrijving van menselijke eigenschappen/emoties aan dieren). Tegenwoordig worden door Nederlandse primaten-onderzoekers als De Waal en Van Hooff ook aan dieren emoties toegedicht.
Gedrag is opgebouwd uit meerdere gedragselementen; een gedragselement is een afzonderlijke handeling. Een ethogram is het gehele repertoire aan handelingen van een dier. Een protocol is een opsomming door de waarnemer van alle handelingen die een dier tijdens een observatieperiode heeft uitgevoerd, met voor iedere handeling een tijdsaanduiding. Met behulp van protocollen wordt het gedrag van het dier meetbaar gemaakt.
Met een FAP (Fixed Action Pattern - vast gedragspatroon) wordt een serie handelingen beschreven die bij elkaar horen. Bekende voorbeelden zijn de bijendans en de balts van de driedoornige stekelbaars.

## Verklaring van gedrag
Niko Tinbergen formuleerde dat de ethologie zoekt naar 4 soorten verklaring voor gedrag:
- functie: hoe draagt het gedrag bij aan de overleving en het succes van het dier
- oorzaak: welke situatie en stimuli roepen het gedrag op, is het gedrag instinctief of aangeleerd.
- ontwikkeling: verandert het gedrag met leeftijd, zijn er eerdere leerervaringen nodig om dit gedrag te vertonen.
- ontstaan: hoe is het gedrag evolutionair gezien ontstaan

Een verklarend principe is inprenting, geformuleerd door Konrad Lorenz naar aanleiding van onderzoek aan ganzen. Jonge ganzen die net uit het ei komen volgen automatisch hun moeder. Het blijkt dat jonge ganzen een kritische periode hebben, waarin zij het eerste wat zich op een bepaalde manier beweegt als moedergans gaan zien. Lorenz liet jonge ganzen denken dat hijzelf hun moeder was. Een bekende foto laat Lorenz zien gevolgd door een groepje jonge ganzen.
Gedrag wordt veroorzaakt door een samenstel van inwendige factoren (motivatie) en uitwendige factoren (prikkel). Voorbeelden van inwendige factoren zijn honger, dorst en hormonale toestand. Voorbeelden van uitwendige factoren zijn het waarnemen van een soortgenoot, van voedsel of van een bedreiging.
Een roodborstmannetje zal een ander mannetje, dat in zijn territorium komt, aanvallen. Uit onderzoek blijkt dat de werkelijke prikkel (sleutelprikkel) de rode borstvlek is: hij reageert wel op een bosje rode veren, maar niet op een mannetje zonder rode borstvlek.
Een interessant verschijnsel is de supra-normale prikkel. De kleine mantelmeeuw geeft de voorkeur aan grote nep-eieren boven zijn eigen eieren. De
grotere opengesperde bek van een koekoeksjong stimuleert de pleegouders meer om er voer in te stoppen, dan in de kleinere bekken van hun eigen jongen.

## Soorten van gedrag

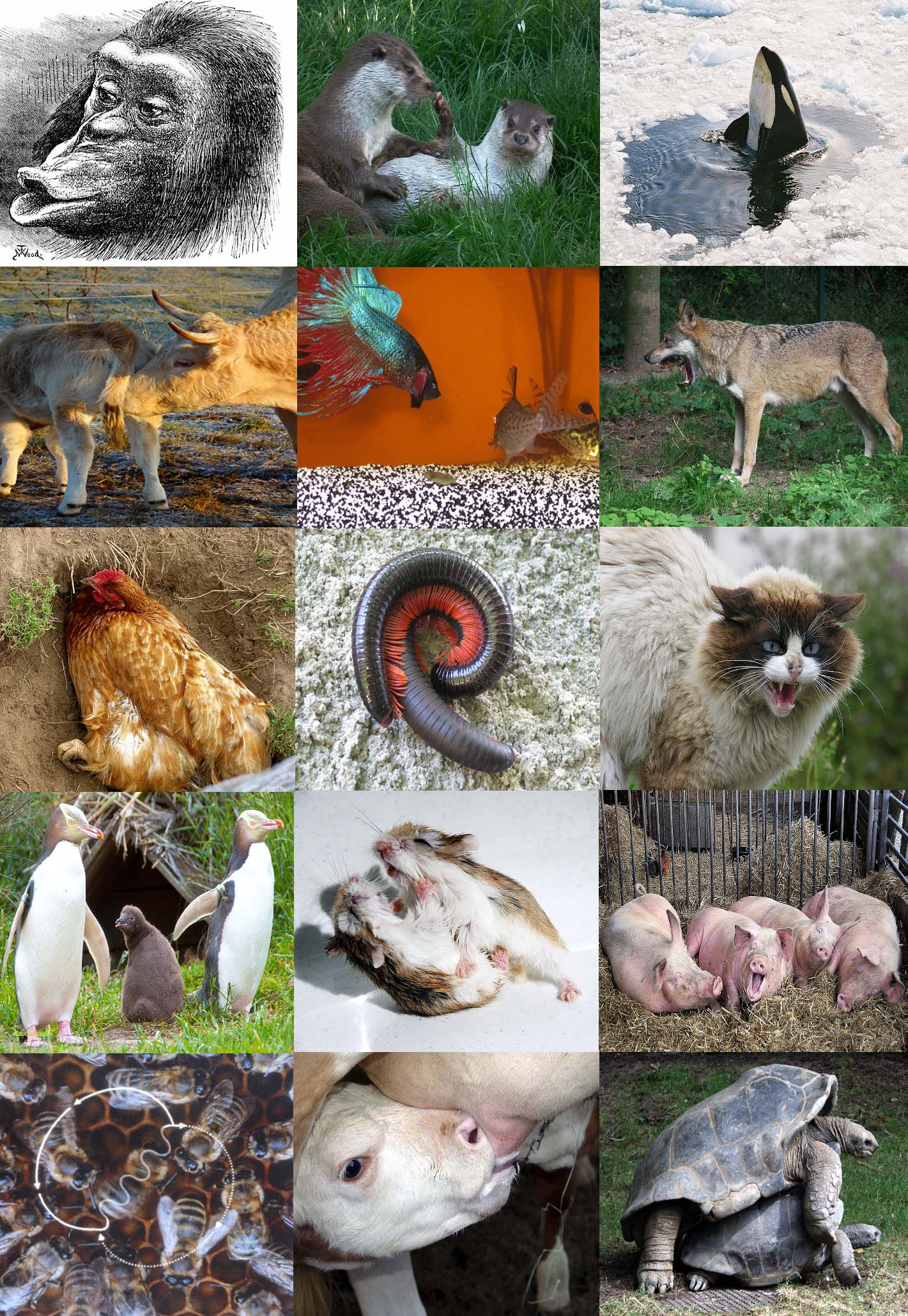
Ethologische diversiteit

Gedrag kan zich op verschillende manieren ontwikkelen, waarbij genetische en omgevingsfactoren beide van belang zijn. Het onderscheid aangeboren/aangeleerd is niet altijd goed te maken en ook niet altijd zinvol. Toch is het gangbaar.
Aangeboren gedrag wordt vaak verbonden met erfelijke factoren. Voorbeelden zijn reflexen. Aangeleerd gedrag is gedrag dat ontstaat uit ervaring. Ervaring is individueel verschillend.

### Typen aangeleerd gedrag
Er zijn verschillende manieren om gedrag te leren.
- Gewenning als er niet meer gereageerd wordt op een prikkel
- Leren door "trial-and-error" Ook wel proefondervindelijk leren genoemd. Dit is net zo lang proberen totdat het lukt.
- Inprenting Het dier kan alleen iets leren tijdens een bepaalde periode in het leven, de gevoelige periode zoals het zien, meteen na de geboorte, wie de moeder is
- Inzichtelijk leren Gedrag vertonen dat in andere situaties is geleerd en iets nieuws gebruiken, inzicht gebruiken. Onderzoek bij de Nieuw-Caledonische kraai wijst erop dat deze kraaiachtige daartoe in staat is, net als mensapen.
- Imitatie Nadoen
- Motorisch leren Spierbeheersing
- Klassieke conditionering Opvoeden; natuurlijke gedrag versterken of verzwakken door beloning en straf. Een al aanwezige reflex krijgt door leren een andere sleutelprikkel.
- Operant/modern conditionering Kunstjes aanleren; onnatuurlijk gedrag aanleren door beloning en straf. Het gewenste gedrag wordt operant genoemd. De bekrachtiger is een belangrijk element van het conditioneren.

Gedrag kan ook worden onderverdeeld in op en andere manieren.
Agonistisch gedrag omvat gedrag dat te maken heeft met vechten en vluchten, imponeren en onderdanigheid. Vechten leidt vaak tot slechts weinig verwondingen, doordat de verliezende partij sterke sleutelprikkels uitzendt die de agressie van de sterkste partij remmen. Honden tonen in zo’n geval hun zwakste plek, namelijk hun keel; hiermee onderwerpen zij zich aan de winnaar, wiens agressie zo sterk wordt geremd dat hij niet bijt.
Dit gedrag kan te maken hebben met het vestigen of verdedigen van een territorium tegen soortgenoten, hetzij door een individu, hetzij door een sociale groep. Het territorium dient om te verblijven, te foerageren, te paren en jongen te verzorgen. Het territorium wordt vaak afgebakend, bijvoorbeeld met een geurvlag: urine (huishond, tijger), of met merktekens (bruine beer).
Gedrag kan ook te maken hebben met andere vormen van communicatie, het uitwisselen van prikkels of signalen om het gedrag van een soortgenoot te beïnvloeden.

### Conflicterend gedrag
Conflicterend gedrag ontstaat als er gelijktijdig verschillende typen gedrags worden geactiveerd. Dit kan op verschillende manieren tot uiting komen:
- gedragsremming. Het gedrag waar het dier mee bezig is, wordt geremd door de externe activering van ander gedrag: een waaierend stekelbaarsje gaat baltsen als er een kuitrijp wijfje verschijnt;
- ambivalent gedrag. Het dier gaat iets doen wat een mengsel is van twee gedragingen: het dreigen van het stekelbaarsmannetje is een mengsel van vechten en vluchten;
- overspronggedrag. Het dier gaat opeens een geheel ander, derde vorm, van gedrag vertonen: poetsen bij eenden, zandhappen bij de stekelbaars, achter het oor krabben bij mensen;
- omgericht gedrag. Het gedrag wordt op iets anders gericht: een dreigende zilvermeeuw trekt grassprieten uit de grond.

### Gedragsketen
Vaak brengt het uitvoeren van een gedragselement een dier in een nieuwe prikkelsituatie voor een volgend gedragselement, dat op zijn beurt weer een prikkelsituatie veroorzaakt voor een volgend gedragselement. Er is dan sprake van een gedragsketen.
Het baltsgedrag van de driedoornige stekelbaars is interactief: de handeling van het ene dier is een prikkel voor het andere, de reactie is weer een prikkel voor het eerste.

## Bekende ethologen
- Gerard Baerends
- Karl von Frisch
- Jane Goodall
- Bert Haanstra
- Maarten 't Hart
- Jan van Hooff
- Adriaan Kortlandt
- Konrad Lorenz
- Ivan Pavlov
- Niko Tinbergen
- Frans de Waal

## Verwante onderzoeksgebieden
- Sociobiologie